# Piotr Lunak Kmita
Piotr Lunak Kmita z Sobienia herbu Szreniawa (zm. 1430 r.) – podczaszy sandomierski (1412 r.).
Urodził się w rodzinie Hanny i Piotra (zm. 1409) Kmity.
Ożenił się z Katarzyną Rzeszowską i miał z nią syna Jana Kmitę "Tępego" (zm. przed 1435), który poślubił Barbarę Wątrobę ze Strzelec, i córkę Małgorzatę Kmiciankę, która wyszła za mąż za Jana Goliana z Obichowa – podstolego poznańskiego.